# طرح‌نگار یونی
طرح نگار یونی یا فرزکاری/لیتوگرافی با استفاده از پرتو یونی متمرکز شده (Focused Ion Beam Lithography) بیش از یک دهه‌است که معرفی شده که البته مدیون اختراع منبع یونی فلزات مایع و اخیراً منبع یونی گازی است.
با کنترل کردن پرتوهای یونی متمرکز شده، الگوسازی در مرتبهٔ نانو بر روی مواد هدف با دقت بالا و ساختارهای سه بعدی پیچیده، می‌توان ساخت. هرچند وقتی یونهای پر انرژی به هدف برخورد می‌کنند، بسیاری از فرایندها ممکن است اتفاق بیفتند از جمله:
جابجایی شبکهٔ اتمها، کندوپاش سطحی، ایجاد نقص و تولید فرایندهای ثانویهٔ دیگر.
بنابراین وقتی یونها به جسم جامد برخورد می‌کنند فقط کندوپاش (که مطلوب ماست) رخ نمی‌دهد بلکه فرایند کاشت، باد کردن، لایه نشانی، بازپراکندگی و فرایندهای واکنش هسته‌ای نیز رخ می‌دهد.

## برهمکنش‌ها
کارایی منحصربه‌فرد طرح نگار یونی مربوط به برهمکنشهای پیچیدهٔ یون-جامد می‌باشد. وقتی یونهای پرانرژی به سطح نمونهٔ جامد برخورد می‌کنند، انرژی خود را به الکترونهای سطح مادهٔ هدف و در واقع به اتمهای آن ماده منتقل می‌کنند. مهم‌ترین اثرهای فیزیکی یونهای فرودی بر روی نمونهٔ ما این پنج اثر هستند:
۱-	کندوپاش (کنده شدن) اتمهای خنثی و برانگیختهٔ سطح (اثر غالب در فرزکاری)
۲-	گسیل الکترونی که برای فرایند تصویرسازی مفید است.
۳-	جابجایی اتمها در جامد (ایجاد آسیب می‌کند)
۴-	گسیل فوتونها
۵-	واکنشهای شیمیایی مانند شکسته شدن پیوندهای شیمیایی
از طریق اثرهای ذکر شده در بالا، روش طرح نگار یونی قادر به عملکردهای زیر است:
۱-	فرزکاری
۲-	لایه نشانی
۳-	کاشت
۴-	تصویر سازی

## مکانیزم پردازش ماده به روش طرح نگار یونی
برای ما خیلی مهم است که مکانیزم مخرب یا سازندهٔ ماده به این روش را بدانیم که این خود به‌طور برجسته به منبع یون، جرم، انرژی و مواد نمونه بستگی دارد. برای جدا کردن ماده (فرزکاری): وقتی که پرتو یون بر روی سطح جامد برخورد می‌کند، همهٔ اتمهای سطح انرژی را دریافت می‌کنند. اگر این انرژی بزرگتر از انرژی پیوند سطح باشد، اتمهای سطح کنده خواهند شد (کندوپاش). این فرایند کندوپاش فیزیکی، مهم‌ترین مکانیزم برای جدا کردن ماده‌است و بازدهٔ آن بوسیلهٔ بهرهٔ کندوپاش مشخص می‌شود که تعریف بهرهٔ کندوپاش هم به این صورت است:
نسبت تعداد اتمهای کنده شده از سطح نمونه به یونهای فرودی.
برای اضافه کردن ماده (لایه نشانی): وقتی که سطح جامد بوسیلهٔ پرتوهای یونی با انرژی بالا بمباران می‌شود، همهٔ اتمهای سطح که انرژی ای کمتر از انرژی بستگی سطح دریافت می‌کنند، کنده نمی‌شوند (فرایند کندوپاش برای این اتمها رخ نمی‌دهد) و در یک حالت برانگیخته بر روی سطح می‌مانند. آن‌ها می‌توانند انرژی خود را به مولکولهای گاز جذب شده بدهند، در نهایت مولکولهای گاز، بوسیلهٔ تشکیل فیلم نازک جامدی بر روی سطح نمونه، تفکیک می‌شوند. برای این پروسهٔ سازنده، مولکولهای گاز مکمل و بازپرکننده از طریق تزریق فواره‌ای و تقلیل گازی مولکولهای گاز بوسیلهٔ ذرات باردار اولیه و ثانویه، اهمیت بسزایی در درک پدیده‌های فیزیکی و شیمیایی دارد.

## مزیت‌های طرح نگار یونی نسبت بهطرح نگار الکترونی
طرح نگار یونی به دلیل چگالی جریان بالا، قابلیت متمرکز شدن بسیار خوب، حق انتخاب تنوع گسترده‌ای از جرمهای یونی و همچنین به دلیل گونه‌های متنوع یون، چگالی انرژی زیاد و عمق نفوذ کمتر در جامد، نسبت به طرح نگار الکترونی برتری دارد.
همچنین طرح نگار یونی بدون ماسک صورت می‌پذیرد.